# Flabelo

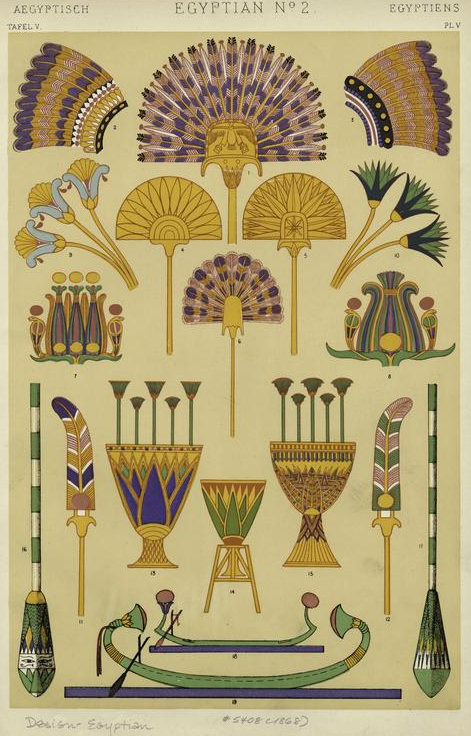
Flabelos del Antiguo Egipto (en el centro, arriba) y motivos de loto. 1868, Biblioteca Pública de Nueva York.

Un flabelo (latín: flabellum, «abanico»; de flabrum: «soplo del viento»; plural: flabella) es un abanico grande con mango que se usa ante un personaje.
Por similitud, también se llama flabelo a la estructura en forma de abanico situada en la quinta pata de los cangrejos de herradura (Xiphosura).

## Historia
Los flabelos se utilizaron desde la antigüedad en rituales paganos y pasaron a formar parte de los rituales de la Iglesia cristiana en fecha muy temprana. 

## Antiguo Egipto
El uso ceremonial de los flabelos se remonta al Antiguo Egipto, donde utilizaban hojas secas o plumas de aves que arrancaban como si fuesen radios desde un pie que iba montado sobre una vara larga. Lo portaban cortesanos del entorno del faraón para prestarle sombra y abanicarlo. 
Se encontró un flabelo en la tumba de Tutankamón y se pueden observar en multitud de pinturas murales. Servía también como insignia real y religiosa, pues también acompañaba a las barcas solares en las procesiones.

## Grecia, Etruria y Roma
El flabelo egipcio aparece en la Antigua Grecia representados en forma de palmeta en diversos tipos de vasos pintados, con el mango más corto y manejable, de modo que se pudiese utilizar con una mano. También se han encontrado flabelos en la civilización etrusca de donde se suponen pasaron a la Antigua Roma. Se conservan pinturas donde esclavos abanican con flabelos a las matronas o para avivar el fuego de los sacrificios.

## Cristiandad occidental

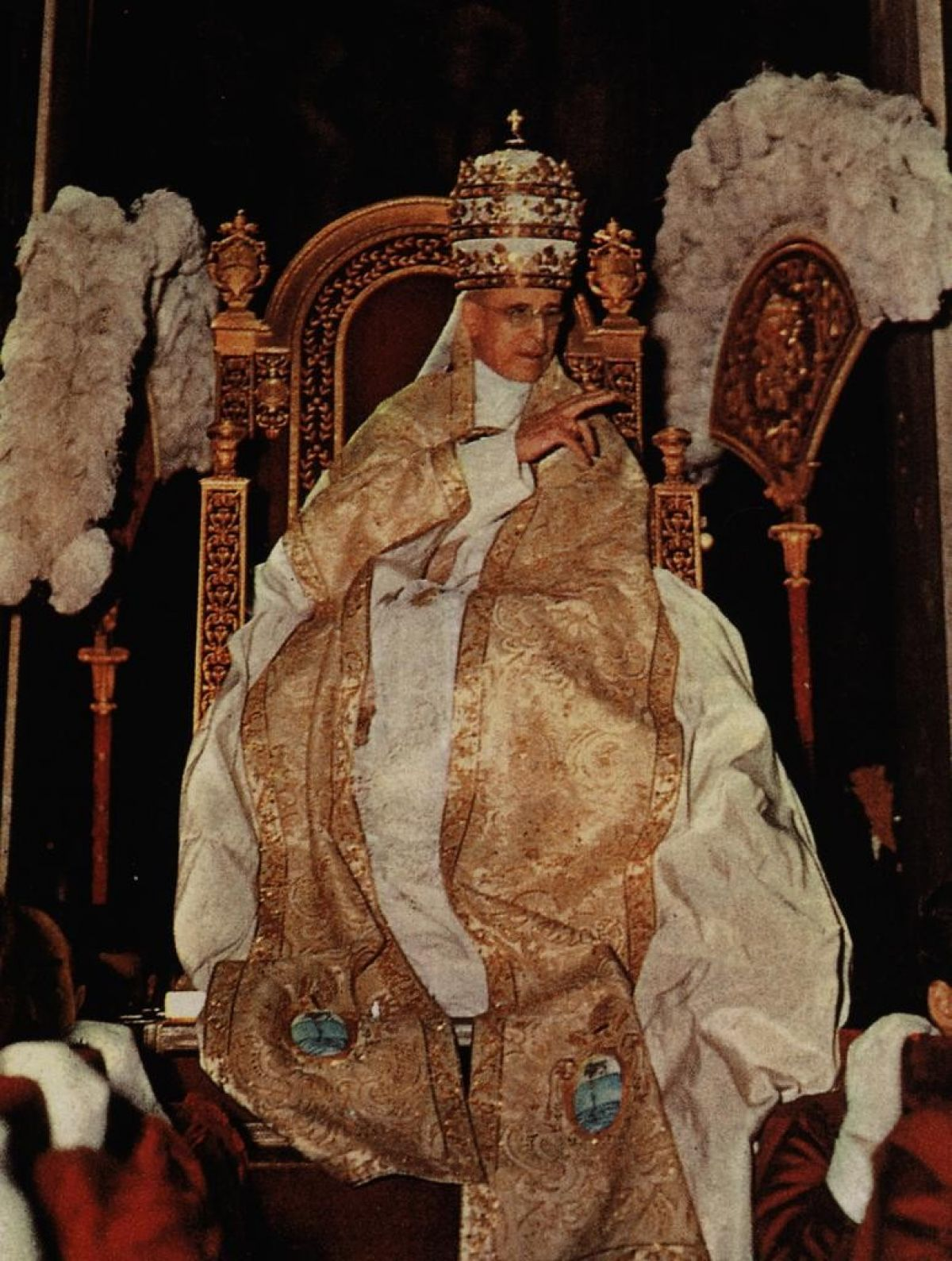
El papa Pío XII (1939 – 1958) en la silla gestatoria durante una procesión. A ambos lados de él, se observan los dos flabelos de pluma de avestruz.

Los flabelos fueron utilizados originalmente tanto en el occidente como en el oriente, pero su uso en la misa fue eliminado en la Iglesia latina en el siglo XIV, cuando se suprimió la comunión bajo las dos especies.
Las Constituciones Apostólicas, una obra del siglo IV, establecía (VIII, 12): "Que dos de los diáconos, a cada lado del altar, mantengan un abanico, formado de membranas delgadas, o por plumas del pavo real, o por finas telas y en silencio, ahuyentar a los pequeños animales que vuelan, para que no puedan acercarse a las copas".
Se llaman flabelos a dos grandes abanicos de plumas de avestruz que en las grandes solemnidades marchaban detrás del papa cuando éste era llevado en procesión en la silla gestatoria. Originalmente servían para mantener fresco el aire en torno al Papa y evitar la cercanía de insectos, pero después quedaron como meros adornos ceremoniales. Una vez que el Papa llegaba a su trono, los flabelos eran ubicados a cada lado de éste. En los últimos años han caído en desuso.
En este caso, siempre iban en número de dos y los portaban los llamados flabelíferos.

## Cristiandad oriental

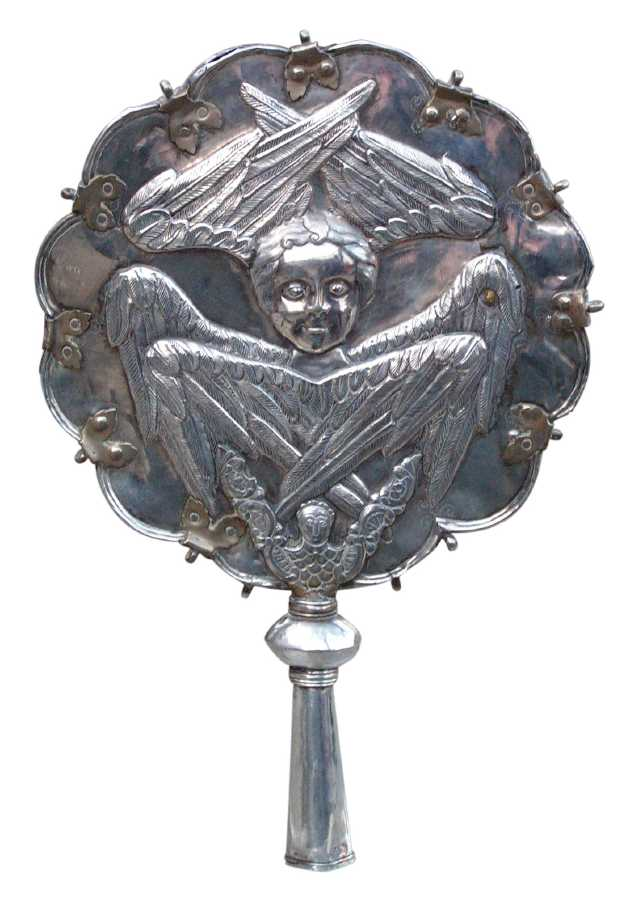
Ripidio de plata, con serafín de seis alas.

En la Iglesia ortodoxa y las Iglesias orientales católicas, el abanico sagrado ripidion (Griego: άγιον ριπίδιον, hagion ripidion), todavía se sigue utilizando.
Generalmente está hecho de metal, en forma redonda y lleva la imagen iconográfica de un serafín con seis alas que rodean la cara y se sitúa en el extremo de una vara, más larga que en los flabelos latinos. También se encuentran en madera grabada, dorada o pintada. Se suelen hacer por parejas.

## Otros
En las bandas de carnaval (característicos del Carnaval de Pernambuco), el flabelo es equivalente al estandarte, a semejanza de un gran abanico, que identifica a cada banda.